# Ey Iran
Ey Iran (pol. Oh Iranie) – irańska pieśń patriotyczna będąca jego nieoficjalnym hymnem w latach 1979–1980. Słowa napisał w 1944 r. Ḥosajn Gol-golāb, a melodię skomponował Ruhollah Chaleki.
słowa perskie w wersji zromanizowanej
Ey Irân ey marze por gôhar

Ey xâkat sarcešmeye honar

Dur az to andišeye badân

Pâyande mâni to jâvedân

Ey došman ar to sange xârei, man âhanam

Jâne man fadâye xâke pâke mihanam

Refren:

Mehre to côn šod pišeam

Dur az to nist andišeam

Dar râhe to key arzeši dârad in jâne mâ

Pâyande bâd xâke Irâne mâ

Sange kuhat dorr o gôhar ast

Xâke daštat behtar az zar ast

Mehrat az del key borun konam

Bargu bi-mehre to cun konam

Tâ gardeše jahâno dôre âsemân be pâst

Nure izadi hamiše rahnamâye mâst

Refren

Irân ey xorram behešte man

Rôšan az to sarnevešte man

Gar âtaš bârad be peykaram

Joz mehrat dar del naparvaram

Az âb o xâk o mehre to serešte šod gelam

Mehr agar borun ravad tohi šavad delam

Refren